# ایم-۲۶ فالکون

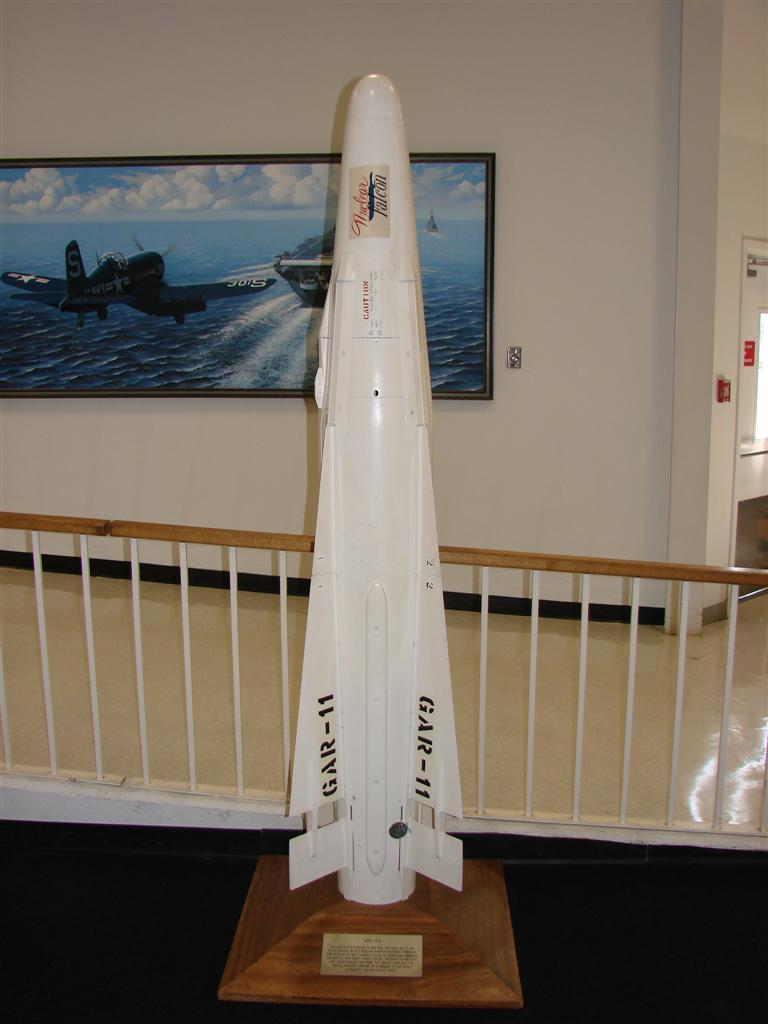

ایم-۲۶ فالکون نسخه بزرگتر و قدرتمندتر موشک هوابه‌هوا ایم-۴ فالکون بود که توسط هیوز ساخته شد. این تنها موشک هوا به هوای هدایت شونده آمریکایی با کلاهک هسته‌ای است که تولید شده‌است. موشک هدایت نشده ایر-۲ نیز دارای سلاح هسته‌ای بود.

## مشخصات
- طول: ۸۴٫۲۵ اینچ (۲٫۱۴۰ متر)
- طول بال‌ها: ۲۴٫۴ اینچ (۶۲ سانتیمتر)
- قطر: ۱۱٫۴ اینچ (۲۹ سانتیمتر)
- وزن: ۲۰۳ پوند (۹۲ کیلوگرم)
- سرعت: ۲ ماخ
- برد: ۶ مایل (۹٫۷ کیلومتر)
- هدایت: رادار نیمه فعال
- کلاهک: هسته‌ای دبلیو۵۴، بازده انفجاری معادل ۲۵۰ تی‌ان‌تی